# Agiaden
De Agiaden (Grieks: Δυναστεία των Αγιαδών) waren een Spartaans koningshuis in het oude Griekenland.
Tot de Agiaden behoorden onder andere:
- Leoon
- Anaxandridas (± 550 - 519 v.Chr.)
- Cleomenes I (519 - 487 v.Chr.)
- Leonidas I (487 - 480 v Chr.)
  - Cleombrotus (regent)
  - Pausanias I (regent)
- Pleistarchos (470 - 458 v.Chr.)
- Pleistoanax (458 - 445 v.Chr.) en (426 - 409 v.Chr.)
- Pausanias II (445 - 426) en (409 - 394 v.Chr.)
- Cleombrotus I (380 - 371 v.Chr.)
- Agesipolis II (371 v.Chr.)
- Cleomenes II (370 - 310 v.Chr.)
- Areus I (310 - 265 v.Chr.)
- Acrotatus (265 v.Chr.)
- Areus II (264 - 256 v.Chr.)
- Leonidas II (256 - 236 v.Chr.)
- Cleombrotus II (242 - 240 v.Chr.)
- Cleomenes III (235 - 219 v Chr.)
- Agesipolis III (219-215 v.Chr.)

[met Agesipolis III eindigt de dynastie der Agiaden]

## Stamboom
```
                                       
Eurysthenes

                                             |
                                             |
                                          
Agis I

                                       ______|______
                                      |             |
                                 
Echestratos
     
Lykurgos

                            ´         |
                                      |
                                   
Labotas

                                      |
                                      |
                                  
Doryssos

                                      |
                                      |
                                 
Agesilaos I

                                      |
                                      |
                                  
Menelaos

                                      |
                                      |
                                  
Archelaos

                                      |
                                      |
                                  
Teleklos

                                      |
                                      |
                                  
Alkamenes

                                      |
                                      |
                                  
Polydoros

                                      |
                                      |
                                  
Eurykrates

                                      |
                                      |
                                  
Anaxandros
 ∞ 
Leandris

                                             |
                                             |
                                        
Eurycratides

                                             |
                                             |
                                            
Leon

                                             |
                                             |
                             1e vrouw ∞ 
Anaxandridas
 ∞ 2e vrouw
     _________________________________|___           |
    |                    |                |          |
 
Dorieus
            
Cleombrotos
           |     
Cleomenes I

    |           _________|_               |          |
    |          |           |              |          |

Euryanax
   
Nikomedes
   
Pausanias I
     
Leonidas I
 ∞ 
Gorgo

                   ________|__                   |
                  |           |                  |
             
Pleistoanax
   
Cleomenes
        
Pleistarchos

      ____________|
     |            |
 
Pausanias II
   
Aristodemos

     |________________
     |                |
 
Agesipolis I
   
Cleombrotos I

       _______________|
      |               |
 
Agesipolis II
   
Cleomenes II

           ___________|
          |           |
      
Akrotatos
   
Cleonymos

          |           |
          |           |
       
Areus I
   
Leonidas II
 ∞ 
Cratesikleia

      ____|                    |____________________________________________________
     |                         |                      |                             |
 
Akrotatos I
 ∞ 
Cheilonis
   
Cleomenes III
 ∞ 
Agiatis
   
Cheilonis
 ∞ 
Cleombrotos II
   
Eukleidas

           |                                    ____________|
           |                                   |            |
       
Areus II
                           
Agesipolis
   
Cleomenes

                                               |
                                               |
                                          
Agesipolis III
```